# Jan Kazimierz Gołąb

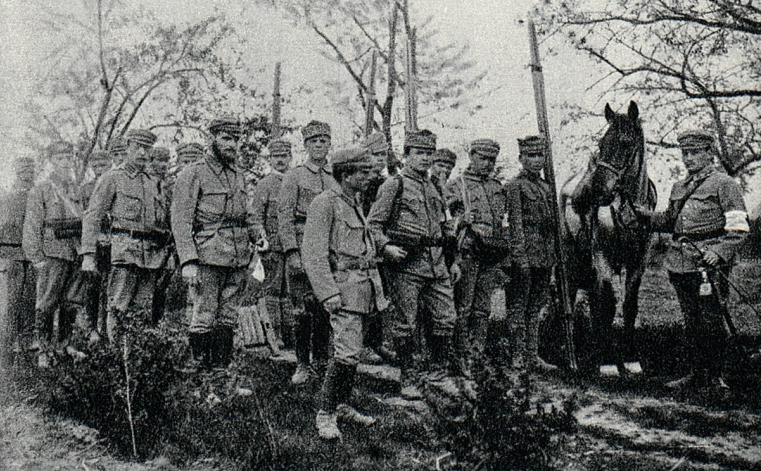
Dr Jan Gołąb z sanitariuszami podczas służby w Legionach Polskich.

Jan Kazimierz Gołąb (ur. 26 marca 1889 w Myślenicach, zm. 18 kwietnia 1947 w Krakowie) – polski lekarz pediatra, żołnierz Legionów Polskich.

## Życiorys
Urodził się 26 marca 1889 w Myślenicach, w rodzinie Michała i Marii z Ritterów. Miał starszego brata Stanisława Aleksandra, prawnika. Ukończył gimnazjum w Bochni. Studiował na Wydziale Medycznym Uniwersytetu Jagiellońskiego i na Medizinische Universität w Grazu. W 1909 wstąpił do Związku Walki Czynnej, a w 1912 do Związku Strzeleckiego. W 1914 został lekarzem V baonu 1 pułku piechoty. Z zamiłowania był rysownikiem, stworzył kartę świąteczną, na której umieścił karykaturę gen. Felicjana Sławoja-Składkowskiego. Dalsze losy w szeregach Legionów Polskich nie są znane, po 1918 krótko służył w wojsku austriackim. Za udział w szlaku bojowym Legionów Polskich odznaczony Krzyżem Niepodległości i Krzyżem Walecznych. Po 1918 pracował w Katedrze Pediatrii Uniwersytetu Jagiellońskiego, od 1922 był kierownikiem pracowni bakteriologicznej. Pełnił funkcję ordynatora Państwowego Szpitala św. Łazarza w Krakowie. W 1931 zainicjował i kierował poradnią dla zdrowego dziecka, w 1937 został prymariuszem w Szpitalu Dziecięcym św. Ludwika, a także zaczął pełnić obowiązki prezesa Izby Lekarskiej w Krakowie.
Po wkroczeniu do Krakowa wojsk hitlerowskich doktor Gołąb został zmuszony do odejścia z zajmowanego stanowiska.
W 1945 po odzyskaniu przez Polskę niepodległości powrócił na stanowisko prezesa Izby Lekarskiej i dyrektora szpitala, nadzorował jego odbudowę i rozbudowę. Lekarz konsulent Ubezpieczalni Społecznej w Krakowie.
Od 30 kwietnia 1921 był mężem Bolesławy z Wajsbergów.
Zmarł nagle 18 kwietnia 1947 w Krakowie. Pochowany na cmentarzu Rakowickim (kwatera 24-wsch-po prawej Szumrańskiej).

## Ordery i odznaczenia
- Krzyż Niepodległości (22 grudnia 1931)[4]
- Krzyż Walecznych (trzykrotnie)
- Złoty Krzyż Zasługi (22 lipca 1947)[5]